# Laulne
Laulne – miejscowość i gmina we Francji, w regionie Normandia, w departamencie Manche.
Według danych na rok 1990 gminę zamieszkiwało 198 osób, a gęstość zaludnienia wynosiła 22 osoby/km² (wśród 1815 gmin Dolnej Normandii Laulne plasuje się na 688. miejscu pod względem liczby ludności, natomiast pod względem powierzchni na miejscu 571.).